# Heino (Países Bajos)
Heino es una población en la provincia de Overijssel en los Países Bajos. Pertenece al municipio de Raalte y tiene 6.459 habitantes (febrero de 2008). El pueblo tiene una estación de tren a lo largo de la vía férrea Zwolle - Enschede y también se puede llegar por la carretera N35.
Heino fue un municipio independiente hasta 2001, cuando se fusionó con Raalte para formar un nuevo municipio con el nombre de Raalte.
Heino es muy turístico con muchas haciendas y casas de campo. Al suroeste de Heino, al otro lado del ferrocarril y en los límites con el municipio de Olst-Wijhe, se encuentra el castillo Nijenhuis. Alberga un importante museo de arte (obras de Constant Permeke , Van Gogh, et al.). Alrededor del castillo se extiende un hermoso jardín de esculturas (Ossip Zadkine, Jan Bronner et al.).
Cada tercera semana de agosto se celebra el 'Pompdagen'. El punto culminante de una serie de acontecimientos festivos es el llamado "Old Daggie Heino", incluyendo el comercio y la artesanía del pasado, los mercados y la música folk. Que atrae a miles de visitantes a Heino.